# Sahel SC
Sahel SC is een Nigerese voetbalclub uit de hoofdstad Niamey. De club werd opgericht als Secteur 7.

## Erelijst
- Landskampioen

1973 (als Secteur 7), 1974, 1986, 1987, 1990, 1991, 1992, 1994, 1996, 2003, 2004, 2007, 2009
- Beker van Niger

Winnaar: 1974, 1978, 1986, 1987, 1992, 1993, 1996, 2004, 2006, 2011
Finalist: 1991, 1999